# Internet Information Services
Microsoft Internet Information Services (IIS, antigament anomenat Internet Information Server) és un conjunt de serveis basats en Internet per a servidors que usen Microsoft Windows.

## Versions
- IIS 1.0, Windows NT 3.51 disponible com un add-on gratuït
- IIS 2.0, Windows NT 4.0
- IIS 3.0, Windows NT 4.0 Service Pack 3
- IIS 4.0, Windows NT 4.0 Option Pack
- IIS 5.0, Windows 2000
- IIS 5.1, Windows XP Professional
- IIS 6.0, Windows Server 2003 and Windows XP Professional x64 Edition
- IIS 7.0, Windows Vista and Windows Server 2008